# Kościół św. Judy Tadeusza w Lubiczu
Kościół św. Judy Tadeusza w Lubiczu – katolicki kościół parafialny zlokalizowany we wsi Lubicz w gminie Widuchowa, w powiecie gryfińskim (województwo zachodniopomorskie).

## Historia i architektura
Kościół wzniesiony został pod koniec XIII wieku. Murowany jest z kostki granitowej. Jest to budowla salowa, orientowana, sytuowana na rzucie wydłużonego prostokąta o wymiarach 23,2 × 7,6 m. Budowlę obiega profilowany cokół. Nawa kryta jest dwuspadowym dachem. Od strony zachodniej kościół zakończony jest masywną, czworoboczną wieżą, o tej samej szerokości co nawa. W jej przyziemiu, między dwiema masywnymi przyporami, znajduje się szeroki, trójuskokowy portal wejściowy. Wieża zdobiona jest w górnych partiach blendami, wieńczy ją ostrosłupowy hełm.
W ścianach kościoła zachowały się oryginalne, smukłe okna, zakończone okrągłymi łukami – sześć w ścianie północnej, siedem w ścianie południowej (jedno zamurowane) i trzy w ścianie wschodniej. Ponadto w szczycie ściany wschodniej znajduje się zamurowana ceglana rozeta. W elewacji północnej umieszczony jest wąski portal dwuuskokowy, drugi portal został zamurowany. W elewacji południowej znajduje się zamknięty łukiem odcinkowym portal prowadzący dawniej do nieistniejącej dzisiaj zakrystii oraz częściowo zachowany portal do nawy.
Wnętrze kościoła nakrywa płaski, drewniany strop. Ściany są otynkowane i pomalowane na biało. Ołtarz znajduje się na niewielkim podwyższeniu, obok niego umieszczona jest chrzcielnica ze złoconymi zdobieniami. Ścianę prezbiterium pokrywa współczesna polichromia z wizerunkami dwunastu Apostołów.
Zniszczony w trakcie działań wojennych podczas II wojny światowej kościół po 1945 roku popadł w ruinę. Został odbudowany w latach 1974–1976. Poświęcenia dokonał w dniu 11 grudnia 1976 roku biskup Jerzy Stroba. Od 1986 roku pełni funkcje kościoła parafialnego.

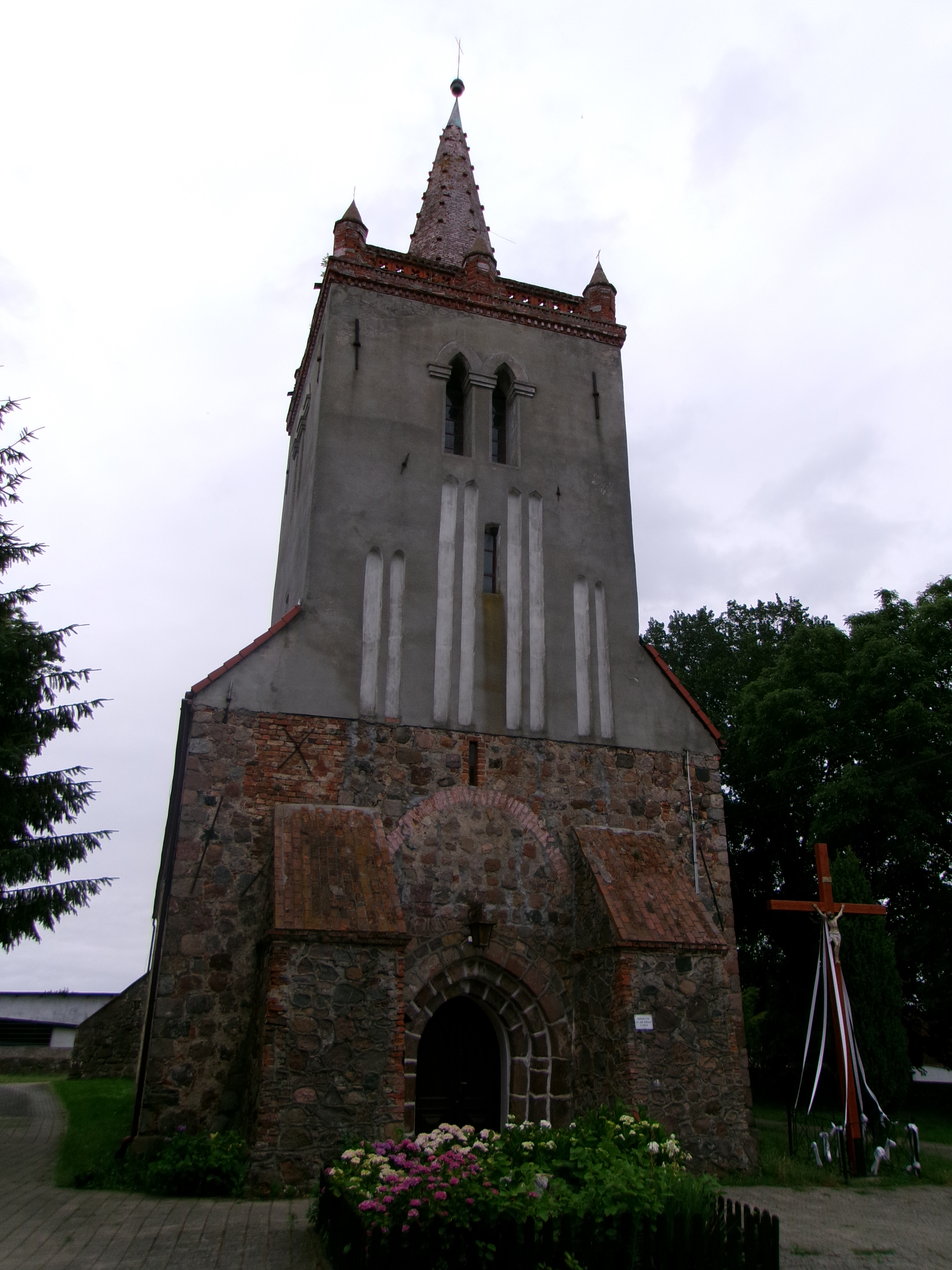
Wieża z portalem wejściowym
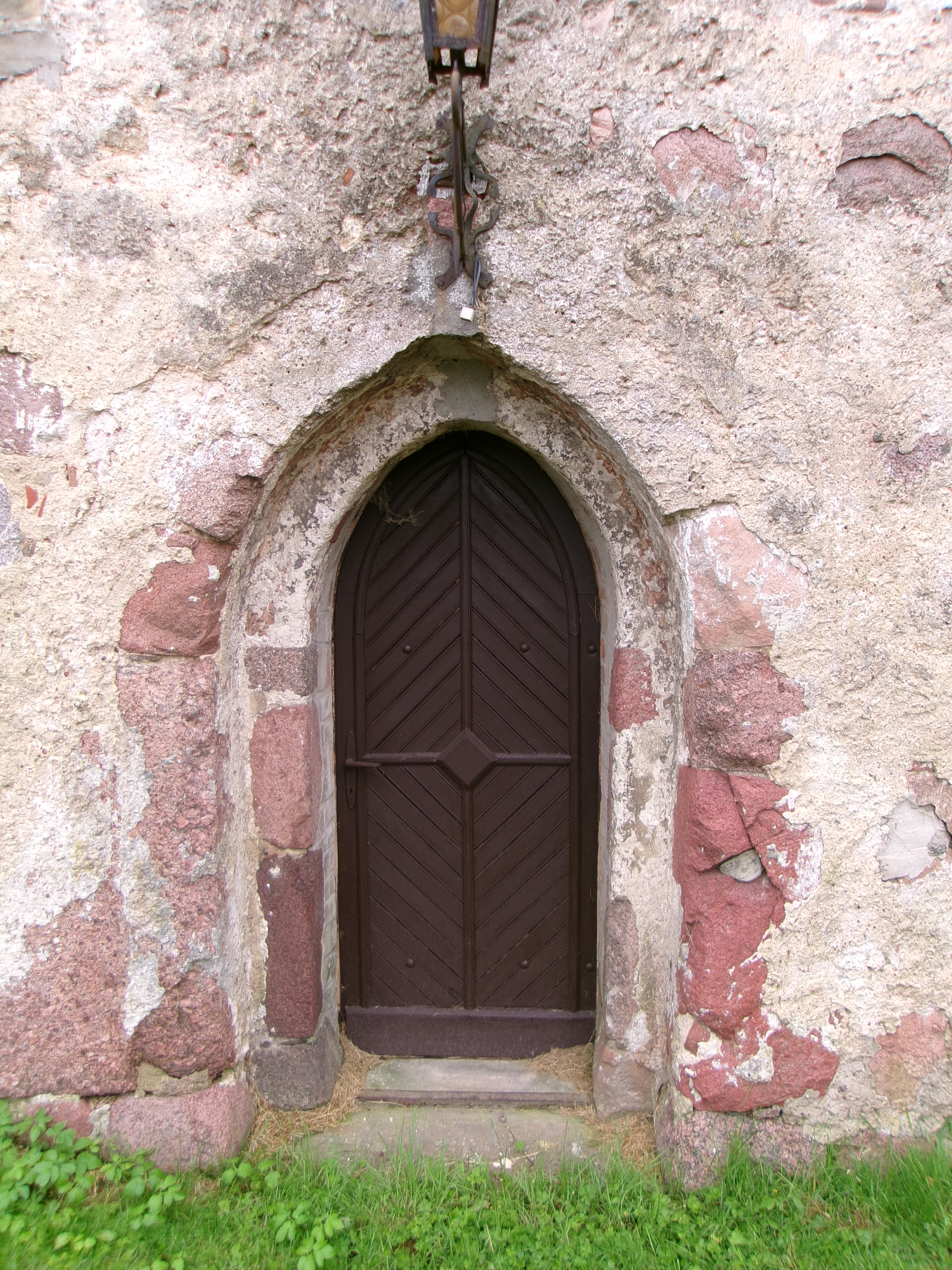
Dwuuskokowy portal w elewacji północnej
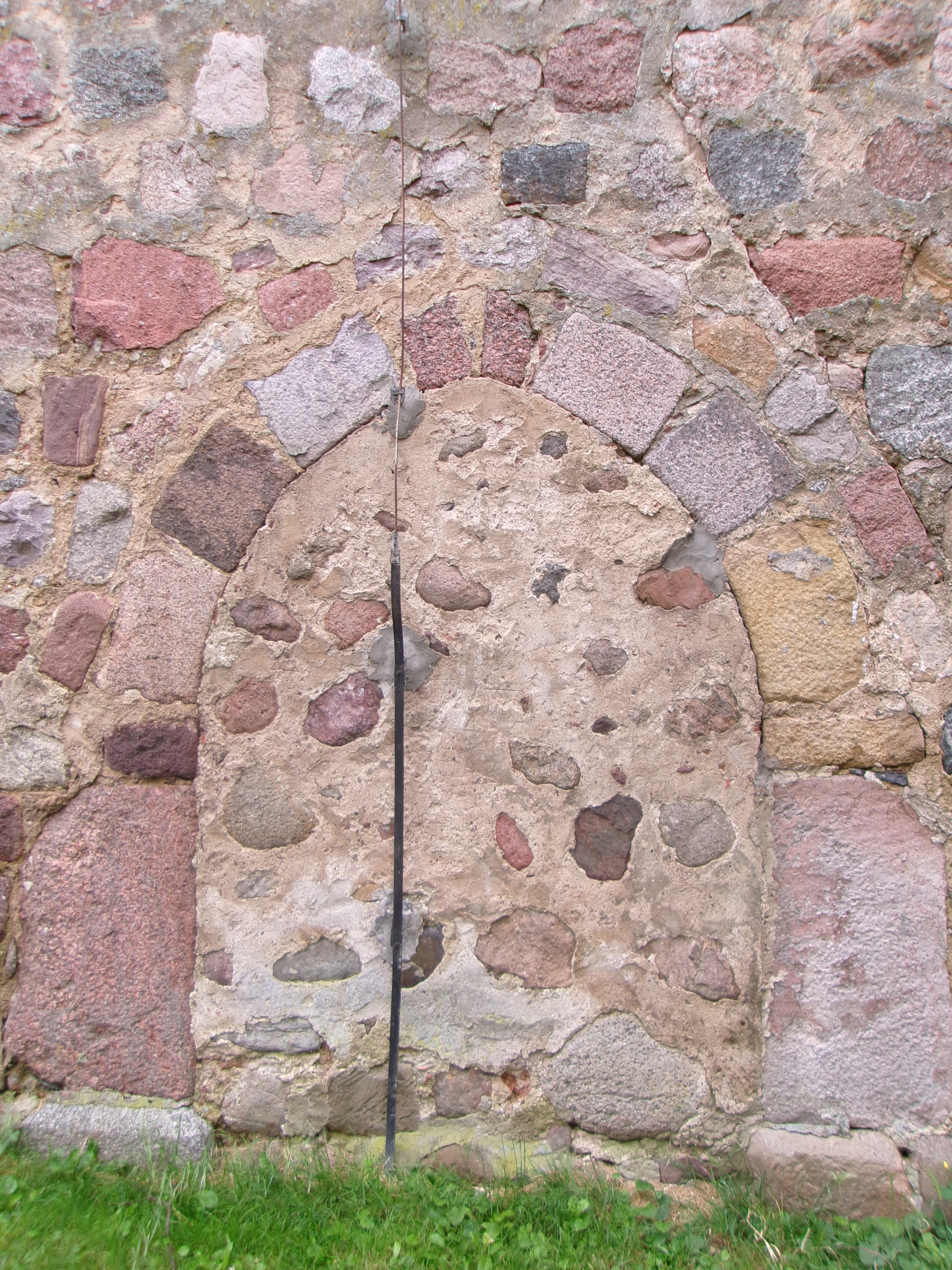
Zamurowany portal w elewacji północnej
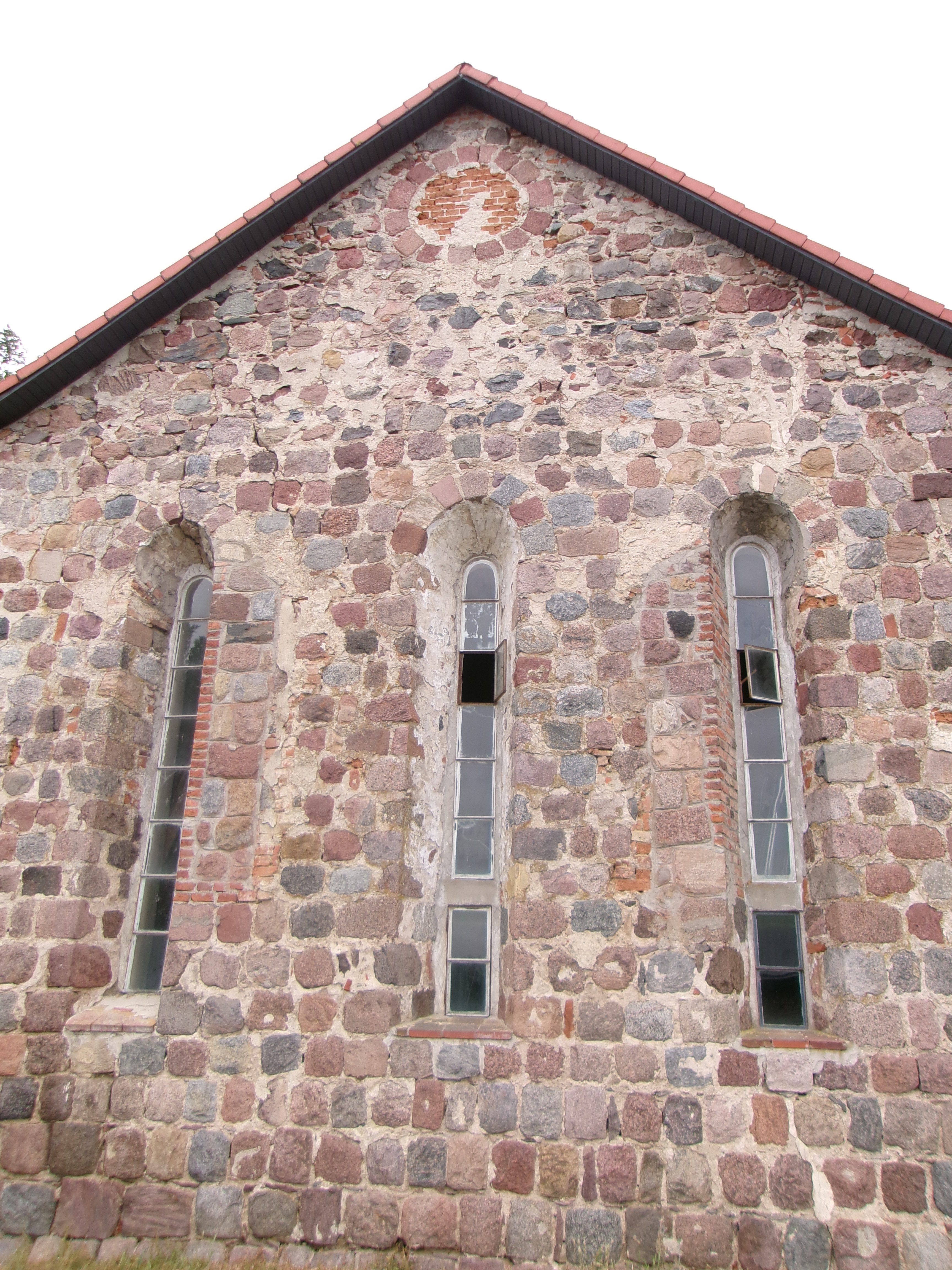
Elewacja wschodnia